# Vadbena divizija
Vadbena divizija (angl. Training Division) je šolska divizija, katere glavni namen je osvežiti znanje že izurjenim rezervnim vojakom.
Glavne naloge take divizije so:
- osvežiti znanje o taktičnem premikanju na bojišču in
- predstaviti možna nova orožja,
- predstaviti druge pomembne lastnosti,...